# Coll Veís
El coll Veís és una collada de la serra del Verd situada a 1.906,5 m. d'altitud entre el Coll Virolet i el Cap del Verd. Comunica la vall de la Ribereta del Pujol (terme municipal de la Coma i la Pedra, al Solsonès) i la del riu de la Mola (terme de Josa i Tuixén, a l'Alt Urgell).